# 銀座旋風児 嵐が俺を呼んでいる
『銀座旋風児 嵐が俺を呼んでいる』（ぎんざマイトガイ あらしがおれをよんでいる）は、1961年2月25日に公開された日本の映画である。監督は野口博志。主演は小林旭。日活制作。

## 概要
ある夜、とある税関吏が殺害され、その恋人でもあり税関課長の娘が誘拐された。高級外車の密輸入絡みの東京と名古屋を舞台にした銀座旋風児シリーズ第4作。

## キャスト
- 二階堂卓也： 小林旭
- 明子： 浅丘ルリ子
- 荒木記者：青山恭二
- 長女京子：松尾嘉代
- お春 ： 南風夕子
- 情報屋の政吉： 近藤宏
- 中村捜査課長：山内明
- 佐伯：松本染升
- モンキーの兼：高品格
- 朝日タイムスの記者 ： 雪丘恵介
- 柴田仙太郎： 浜村純
- 刑事： 峰三平
- 水上バスの少年：杉山元
- パトカーの警官： 緑川宏
- 中村や柴田を取材する記者： 花村典克（花村彰則）、八代康二
- 佐伯の部下： 黒田剛
- 刑事： 長弘
- サブ： 近江大介
- テツ： 瀬山孝司
- 中村や柴田を取材する記者： 島村謙二（島村謙次）
- 中屋写真機店の店員： 二階堂郁夫
- 木田明： 石丘伸吾
- 佐伯の部下： 玉井謙介
- トラックの運転手： 古田祥
- 浅草の浮浪者 ： 榎木兵衛
- セッちゃん： 清水千代子
- 柴田家の女中：横田陽子（横田楊子）
- アムールの従業員：座間京子
- 柴田正子：山田順江
- 佐伯の部下： 志方稔
- 警官： 荒木良平
- 佐伯の部下：本目雅昭
- 名古屋中京連芸妓社中（特別出演）
- 技斗 ：高瀬将敏
- 以下ノンクレジット
- 東都タイムズ社会部記者： 織田俊彦、高野誠二郎、 吉田勇男（吉田朗人）
- 刑事：山口吉弘、今村弘、平塚仁郎、村上和也、河瀬正敏 、山之辺潤（山之辺潤一）
- 警官： 立川博
- 取材する記者：大川隆、小林亘、 中平哲弥（中平哲仟）、菅原道夫（菅原義夫）、石崎克巳、水川国也
- 二階堂卓也に寄って来る女： 金井克予
- 二階堂卓也に寄って来る女・アムールの客・おでん屋の客：立石日佐子
- 映写機のポスターのモデル：芦川いづみ
- 銀座のカメラ店店主：小柴隆（小柴尋詩）
- アムールのバーテン ： 秋山耕志
- 佐伯の部下：岩手征四郎、沢美鶴、井田武（いだたけ志）、浜田義則、鹿島貞夫（千波丈太郎）、曽我部勉、世良馨、大庭喜儀、式田賢一、里実（大門実）、久松成次郎、谷田部靖、加村裕之
- アムールの客：北出桂子、宮沢尚子
- おでん屋の客： 紀原耕（紀原土耕）
- 医者：小野武雄
- 看護婦： 加野敬子（加納千嘉）
- 中華街の賭場の中盆：戸波四郎（戸波志朗）
- 中華街の賭場の子分：高橋明
- 中華街の賭場の客：伊豆見雄（伊豆見英輔）、深町真喜子（深町真樹子）、三笠謙（池沢竜）、藤野宏
- 中華街の賭場の胴元 ： 千代田弘
- 弁天島の検問の警官： 速水脩二、小野寺応侑

## スタッフ
- 監督：野口博志
- 脚本：織田清司
- 企画：茂木了次
- 原作：川内康範
- 音楽：山本直純

## 併映作品
『一石二鳥』
- 原作：源氏鶏太 / 脚本：熊井啓 / 監督：井田探 / 主演：長門裕之